# Cyrtandra carnosa
Cyrtandra carnosa är en tvåhjärtbladig växtart som beskrevs av William Jack. Cyrtandra carnosa ingår i släktet Cyrtandra och familjen Gesneriaceae. Inga underarter finns listade i Catalogue of Life.